# Сисари на Антарктику
На Антарктику има 17 врста сисара, од којих су сви морски сисари. Три врсте су угрожене, а за четири не постоје подаци.

## Фоке
Постоји више врста фока: морска мачка (истребљена почетком 20. века), ретка врста дугоуха фока – морски лав, морски слон који се среће само око Јужне Џорџије и на суседним острвима, фока крабојед, Веделова фока, Росова фока и морски леопард. Зиму проводи у мору које је залеђено. Под водом је заштићена од олуја које бесне на површини. Пошто мора да дише и да има приступ ваздуху током читаве године, она зубима непрекидно проширује рупу у леду, која јој служи за дисање. То јој временом оштећује зубе, тако да не може ефикасно да лови и једе. Зато готово све Веделове фоке умиру младе.
Леопард фоке су на Антарктику оно што су поларни медведи на Арктику. Ове врхунске грабљивице најуспешније лове у води, тако да је њихов плен најсигурнији на леду. Пливају грациозно, а окрутне су природе. Повремено ова фока излази на лед и покушава да зграби понеког пингвина, али фокина најбоља стратегија је да се прикрије и да чека. Крије се иза саме ивице леда и чека де се пингвини охрабре и да крену ка води. Први талас пингвина који ускоче у воду успева да побегне и већ на отвореном мору бивају безбедни. Када чује буку, фока напада кроз масу мехурића и готово увек хвата по неког пингвина. Када се засити, она одлази, а преостали пингвини слободно улазе у воду.
Фоке крабоједи живе око континента. Има их око 30 милиона. У овом свету, између леда и воде, оне се одмарају, хране, рађају младе и никада не одлазе на копно. Упркос називу, хране се планктоном. Свакога дана једна фока поједе око 20 kg планктона.
Почетком септембра, док је Антарктик окружен залеђеним морем које се пружа стотинама километара ка северу, најприступачнија су острва. За њих се каже да су драгоцена јер се вода око њих никада не леди и животиње увек могу сићи до обале.
Сваке године први се враћају морски слонови. Стижу на плаже где се подижу младунци. Сваки од њих зна да ће, када се врати тамо, морати да се суочи са ривалима. Одрасли мужјак тежак је преко три тоне. Половина светске популације долази на Јужну Џорџију. На само једној плажи има их око 8000. Ова огромна колонија морских слонова простире се 3,2 km дуж плаже. Женке су се искрцале на обалу месец дана раније да би родиле младе. Све су спремне за парење и све припадају само једном мужјаку. На плажи има око десетак господара и сваки од њих има свој харем од стотину женки. Женке рађају убрзо по доласку. Три недеље хране младе, а онда се враћају у море да би се саме храниле. Када се оконча период сисања, женке су опет спремне за парење. Мужјаци ривали праве рику која се завршава насиљем у коме сви који им се нађу на путу бивају повређени. Риком јачи објављује своју доминацију, што је слон већи његова рика је јача. Када се усправе, високи су и по 2,5 метра и једино оружје су им зуби, али и њима могу нанети тешке повреде. Сукоб ривала траје и по 15 минута и обично се прекида због исцрпљености.

## Китови
Највећи сисари антарктичких вода су китови. Споро се размножавају, једном у две – три године, користан услед гигантских размера, па су то два основна разлога уништавања китова. За лов су најважније две врсте: плави кит (Belaenoptera musculus) и финвал (Belaenoptera phusalis).
Плави кит је најкрупнија животиња на Земљи. Дуг је и до 33 m, а тежак од 120 до 150 тона (као 25 слонова или 150 волова). Приликом једног крстарења антарктичким водама 1947. године Руси су уловили женку плавог кита. Слој сала скинут са ње био је дебљине 42 cm, а тежак око 30 тона. Само срце је било тешко 700 kg (као један крупнији коњ), језик 4 тоне, а преостало месо 66 тона. Младунче плавог кита посиса сваког дана 200 – 300 литара млека, а сиса 7 – 8 месеци. При томе оно сваког дана добије на тежини 60 – 100 kg. Китово млеко је најмасније и садржи 40 - 45% масноће.
Китови се рађају у топлијим водама. Касније родитељи и младунчад одлазе у хладније и храном богатије воде. Услед тога китови обављају редовне годишње миграције и то претежно у меридијанском правцу. Животни век китова процењен је на око 20 година, мада не постоји начин да се то прецизно утврди.
Поред плавог кита и финвала, у антаркичким водама живи још шест врста китова. Најопаснији од њих је кашалот. Он има 57 великих и оштрих зуба, храни се калмаром дугим и до 18 метара и за којим силази у потрагу до 1000 метара дубине.
Најбројнији китови у Јужном океану су минки китови. Они лети долазе у ове сабласно мирне воде. Као и остали, и они долазе овде да би се хранили.
Величанствени грбави китови такође долазе током лета. Након парења у тропским морима, спремни су да препливају на хиљаде километара у потрази за храном. За само четири месеца они нагомилају довољно сала које ће им обезбедити довољно енергије за остатак године. Храни се крилом. Гута их на стотине хиљада само једним отварањем уста. Уколико је реч о богатом ловишту, китови се непрестано хране. Сваки кит може да поједе 2 тоне крила за само 24 часа. Китови се задржавају у области ломљеног, плутајућег леда, где је лако проћи. Они неће ићи даље, јер на југу комади леда постају већи и више згуснути.